# Federico Guglielmo di Meclemburgo-Schwerin (1871-1897)
Federico Guglielmo di Meclemburgo-Schwerin (Schwerin, 5 aprile 1871 – Elbmündung, 22 settembre 1897) fu principe della casata di Meclemburgo-Schwerin e sottufficiale della marina militare tedesca.

## Biografia

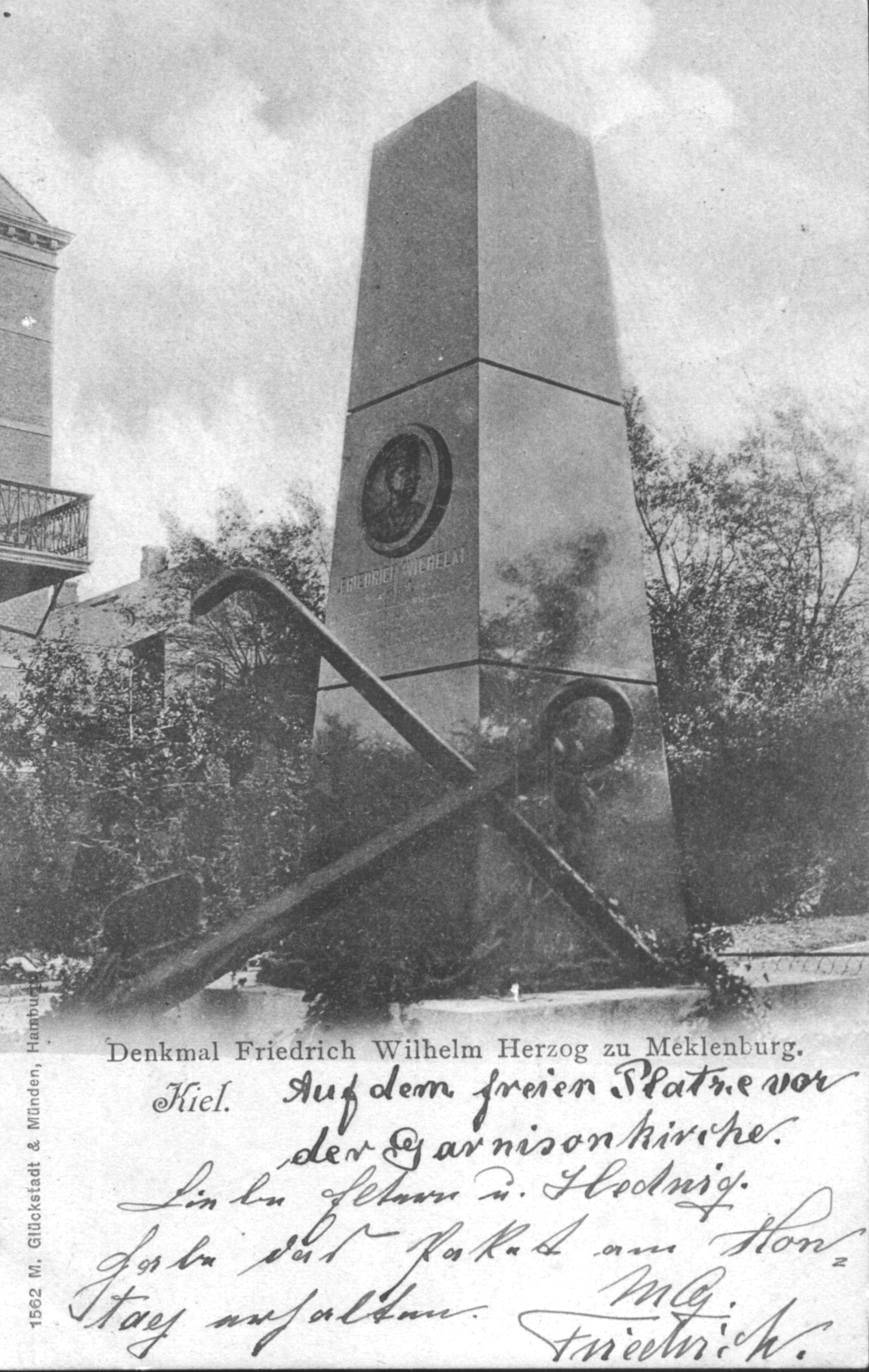
Il monumento alla memoria del duca Federico Guglielmo di Meclemburgo-Schwerin a Kiel.

Federico Guglielmo era il figlio primogenito del granduca Federico Francesco II di Meclemburgo-Schwerin e della sua terza moglie, la principessa Maria di Schwarzburg-Rudolstadt. Egli era fratellastro del granduca Federico Francesco III, nonché di Giovanni Alberto e zio del granduca Federico Francesco IV.
Come figlio ultrogenito, sin dalla più giovane età venne destinato alla carriera militare come ufficiale della marina militare tedesca ove entrò dopo aver frequentato il ginnasio Vitzthum a Dresda ed esserne uscito diplomato nel 1888. In quell'anno egli ricevette il suo primo comando come tenente sulla torpediniera S 26. Durante una tempesta, la mattina del 22 settembre 1897, la sua nave si capovolte e Federico Guglielmo morì annegato all'altezza di Elbmündung, presso Cuxhaven, con sette uomini del suo equipaggio.
In sua memoria, a Kiel, venne eretto un monumento disegnato dallo scultore tedesco Ludwig Brunow davanti alla chiesa della caserma dalla quale proveniva Federico Guglielmo. Dal 1899, quando iniziarono i lavori di restauro per le rovine del Castello di Reppiner venne posta una targa in suo onore con la scritta "un castello incompiuto per una vita incompiuta".

## Ascendenza
|                                                         |                                                    |                                                      | Genitori                                              |  |  | Nonni |  |  | Bisnonni                                                       |  |  | Trisnonni                                              |  |
|                                                         |                                                    |                                                      |                                                       |  |  |       |  |  | Federico Ludovico, principe ereditario di Meclemburgo-Schwerin |  |  | Federico Francesco I, granduca di Meclemburgo-Schwerin |  |
|                                                         |                                                    |                                                      |                                                       |  |  |       |  |  | Federico Ludovico, principe ereditario di Meclemburgo-Schwerin |  |  | Federico Francesco I, granduca di Meclemburgo-Schwerin |  |
|                                                         |                                                    | principessa Luisa di Sassonia-Gotha-Altenburg        |                                                       |  |  |       |  |  | Federico Ludovico, principe ereditario di Meclemburgo-Schwerin |  |  |                                                        |  |
| Paolo Federico, granduca di Meclemburgo-Schwerin        |                                                    |                                                      |                                                       |  |  |       |  |  | Federico Ludovico, principe ereditario di Meclemburgo-Schwerin |  |  |                                                        |  |
|                                                         |                                                    | granduchessa Elena Pavlovna di Russia                | Paolo I di Russia                                     |  |  |       |  |  |                                                                |  |  |                                                        |  |
|                                                         |                                                    | granduchessa Elena Pavlovna di Russia                | Paolo I di Russia                                     |  |  |       |  |  |                                                                |  |  |                                                        |  |
|                                                         |                                                    | granduchessa Elena Pavlovna di Russia                | Maria Feodorovna (Sofia Dorotea di Württemberg)       |  |  |       |  |  |                                                                |  |  |                                                        |  |
| Federico Francesco II, granduca di Meclemburgo-Schwerin |                                                    | granduchessa Elena Pavlovna di Russia                |                                                       |  |  |       |  |  |                                                                |  |  |                                                        |  |
|                                                         |                                                    | Federico Guglielmo III di Prussia                    | Federico Guglielmo II di Prussia                      |  |  |       |  |  |                                                                |  |  |                                                        |  |
|                                                         |                                                    | Federico Guglielmo III di Prussia                    | Federico Guglielmo II di Prussia                      |  |  |       |  |  |                                                                |  |  |                                                        |  |
|                                                         |                                                    | Federico Guglielmo III di Prussia                    | langravia Federica Luisa d'Assia-Darmstadt            |  |  |       |  |  |                                                                |  |  |                                                        |  |
| principessa Alessandrina di Prussia                     |                                                    | Federico Guglielmo III di Prussia                    |                                                       |  |  |       |  |  |                                                                |  |  |                                                        |  |
|                                                         |                                                    | duchessa Luisa di Meclemburgo-Strelitz               | Carlo II, granduca di Meclemburgo-Strelitz            |  |  |       |  |  |                                                                |  |  |                                                        |  |
|                                                         |                                                    | duchessa Luisa di Meclemburgo-Strelitz               | Carlo II, granduca di Meclemburgo-Strelitz            |  |  |       |  |  |                                                                |  |  |                                                        |  |
|                                                         |                                                    | duchessa Luisa di Meclemburgo-Strelitz               | langravia Federica d'Assia-Darmstadt                  |  |  |       |  |  |                                                                |  |  |                                                        |  |
| duca Federico Guglielmo di Meclemburgo-Schwerin         |                                                    | duchessa Luisa di Meclemburgo-Strelitz               |                                                       |  |  |       |  |  |                                                                |  |  |                                                        |  |
|                                                         | principe Carlo Gundicaro di Schwarzburg-Rudolstadt | Federico Carlo, principe di Schwarzburg-Rudolstadt   |                                                       |  |  |       |  |  |                                                                |  |  |                                                        |  |
|                                                         | principe Carlo Gundicaro di Schwarzburg-Rudolstadt | Federico Carlo, principe di Schwarzburg-Rudolstadt   |                                                       |  |  |       |  |  |                                                                |  |  |                                                        |  |
|                                                         | principe Carlo Gundicaro di Schwarzburg-Rudolstadt | principessa Augusta di Schwarzburg-Rudolstadt        |                                                       |  |  |       |  |  |                                                                |  |  |                                                        |  |
| principe Adolfo di Schwarzburg-Rudolstadt               | principe Carlo Gundicaro di Schwarzburg-Rudolstadt |                                                      |                                                       |  |  |       |  |  |                                                                |  |  |                                                        |  |
|                                                         |                                                    | principessa Ulrica d'Assia-Homburg                   | Federico V, langravio d'Assia-Homburg                 |  |  |       |  |  |                                                                |  |  |                                                        |  |
|                                                         |                                                    | principessa Ulrica d'Assia-Homburg                   | Federico V, langravio d'Assia-Homburg                 |  |  |       |  |  |                                                                |  |  |                                                        |  |
|                                                         |                                                    | principessa Ulrica d'Assia-Homburg                   | langravia Carolina d'Assia-Darmstadt                  |  |  |       |  |  |                                                                |  |  |                                                        |  |
| principessa Maria di Schwarzburg-Rudolstadt             |                                                    | principessa Ulrica d'Assia-Homburg                   |                                                       |  |  |       |  |  |                                                                |  |  |                                                        |  |
|                                                         |                                                    | Ottone Vittorio, 2º principe di Schönburg-Waldenburg | Ottone, 1º principe di Schönburg-Waldenburg           |  |  |       |  |  |                                                                |  |  |                                                        |  |
|                                                         |                                                    | Ottone Vittorio, 2º principe di Schönburg-Waldenburg | Ottone, 1º principe di Schönburg-Waldenburg           |  |  |       |  |  |                                                                |  |  |                                                        |  |
|                                                         |                                                    | Ottone Vittorio, 2º principe di Schönburg-Waldenburg | contessa Enrichetta Reuss di Köstritz                 |  |  |       |  |  |                                                                |  |  |                                                        |  |
| principessa Matilde di Schönburg-Waldenburg             |                                                    | Ottone Vittorio, 2º principe di Schönburg-Waldenburg |                                                       |  |  |       |  |  |                                                                |  |  |                                                        |  |
|                                                         |                                                    | principessa Tecla di Schwarzburg-Rudolstadt          | Luigi Federico II, principe di Schwarzburg-Rudolstadt |  |  |       |  |  |                                                                |  |  |                                                        |  |
|                                                         |                                                    | principessa Tecla di Schwarzburg-Rudolstadt          | Luigi Federico II, principe di Schwarzburg-Rudolstadt |  |  |       |  |  |                                                                |  |  |                                                        |  |
|                                                         |                                                    | principessa Tecla di Schwarzburg-Rudolstadt          | langravia Carolina Luisa di Assia-Homburg             |  |  |       |  |  |                                                                |  |  |                                                        |  |
|                                                         |                                                    | principessa Tecla di Schwarzburg-Rudolstadt          |                                                       |  |  |       |  |  |                                                                |  |  |                                                        |  |